# VLN Langstreckenmeisterschaft Nürburgring 2012
Die VLN Langstreckenmeisterschaft Nürburgring 2012 ist die 36. Saison der VLN Langstreckenmeisterschaft Nürburgring. Sie begann am 31. März 2012 und endete am 27. Oktober 2012 nach zehn Läufen auf der Nürburgring Nordschleife. Die 43. Adenauer ADAC Rundstrecken-Trophy ging in dieser Saison wieder nur über eine Renndistanz von 4 Stunden. Somit gab es wieder nur ein Rennen über 6 Stunden.

## Rennkalender

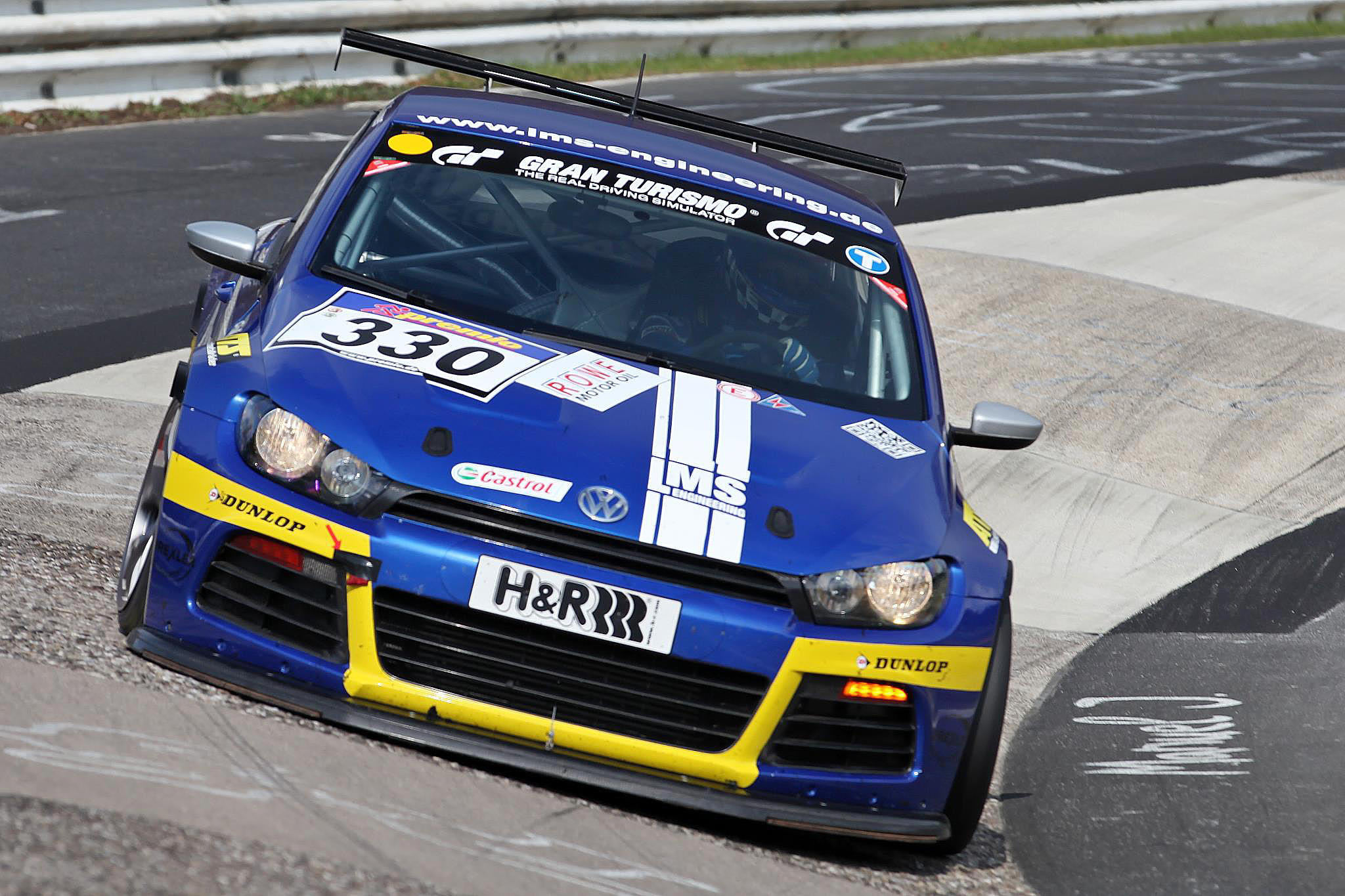
VLN-Meister 2012: Ulli Andree auf LMS-VW Scirocco GT24 im Karussell des Nürburgrings. Zusammen mit Dominik Brinkmann und Christian Krognes holte er den VLN-Titel.

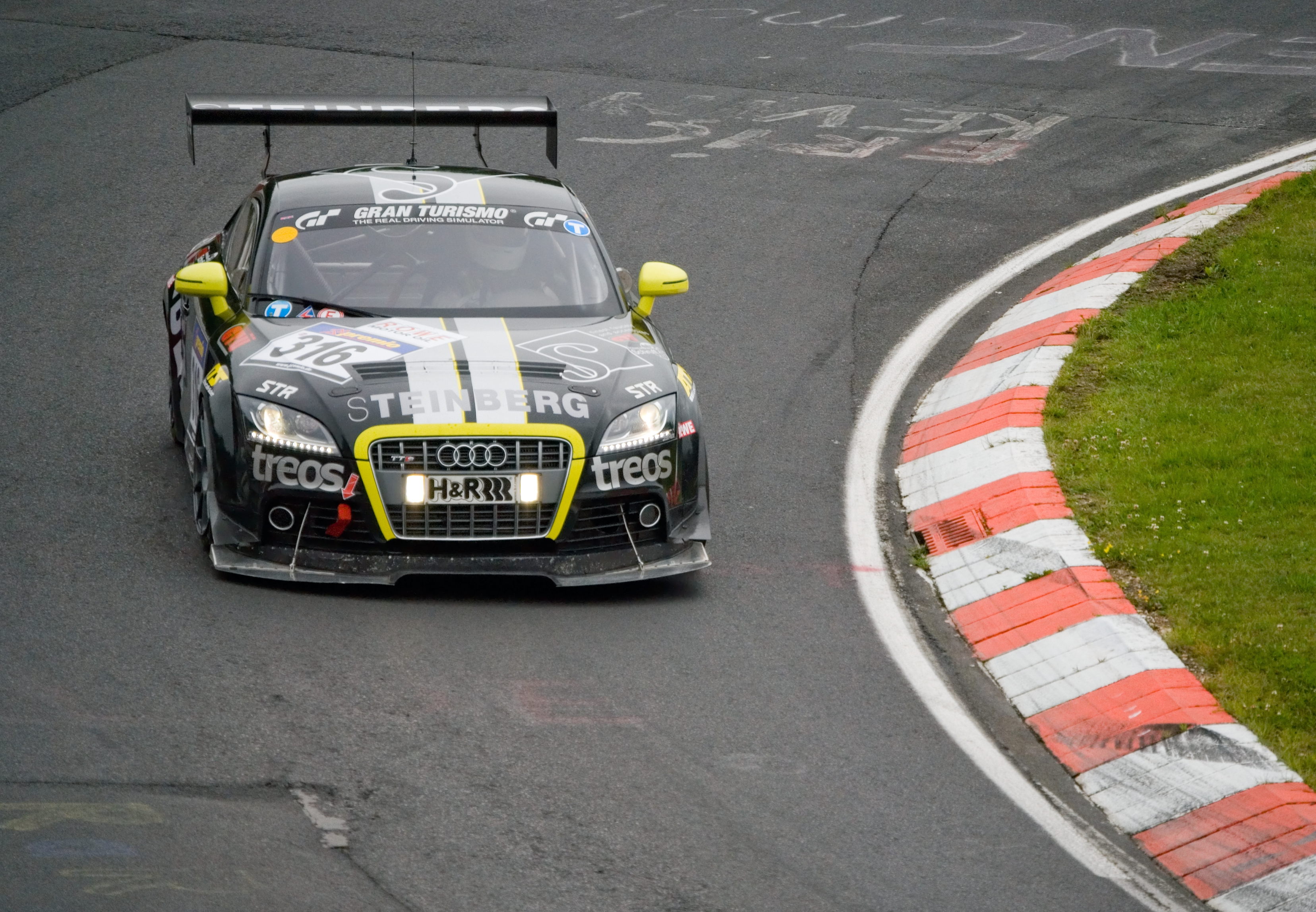
Audi TTS während des 34. RCM DMV Grenzlandrennens 2011

| Datum         | Rennen                                | Distanz   |
| ------------- | ------------------------------------- | --------- |
| 31. März 2012 | 59. ADAC Westfalenfahrt               | 4 Stunden |
| 14. Apr. 2012 | 37. DMV 4-Stunden-Rennen              | 4 Stunden |
| 28. Apr. 2012 | 54. ADAC ACAS H&R-Cup                 | 4 Stunden |
| 23. Juni 2012 | 43. Adenauer ADAC Rundstrecken-Trophy | 4 Stunden |
| 7. Juli 2012  | 52. ADAC Reinoldus-Langstreckenrennen | 4 Stunden |
| 21. Juli 2012 | 35. RCM DMV Grenzlandrennen           | 4 Stunden |
| 4. Aug. 2012  | 6h ADAC Ruhr-Pokal-Rennen             | 6 Stunden |
| 25. Aug. 2012 | 44. ADAC Barbarossapreis              | 4 Stunden |
| 29. Sep. 2012 | 36. DMV 250-Meilen-Rennen             | 4 Stunden |
| 27. Okt. 2012 | 37. DMV Münsterlandpokal              | 4 Stunden |

## Ergebnisse

### 1. Lauf:59. ADAC Westfalenfahrt

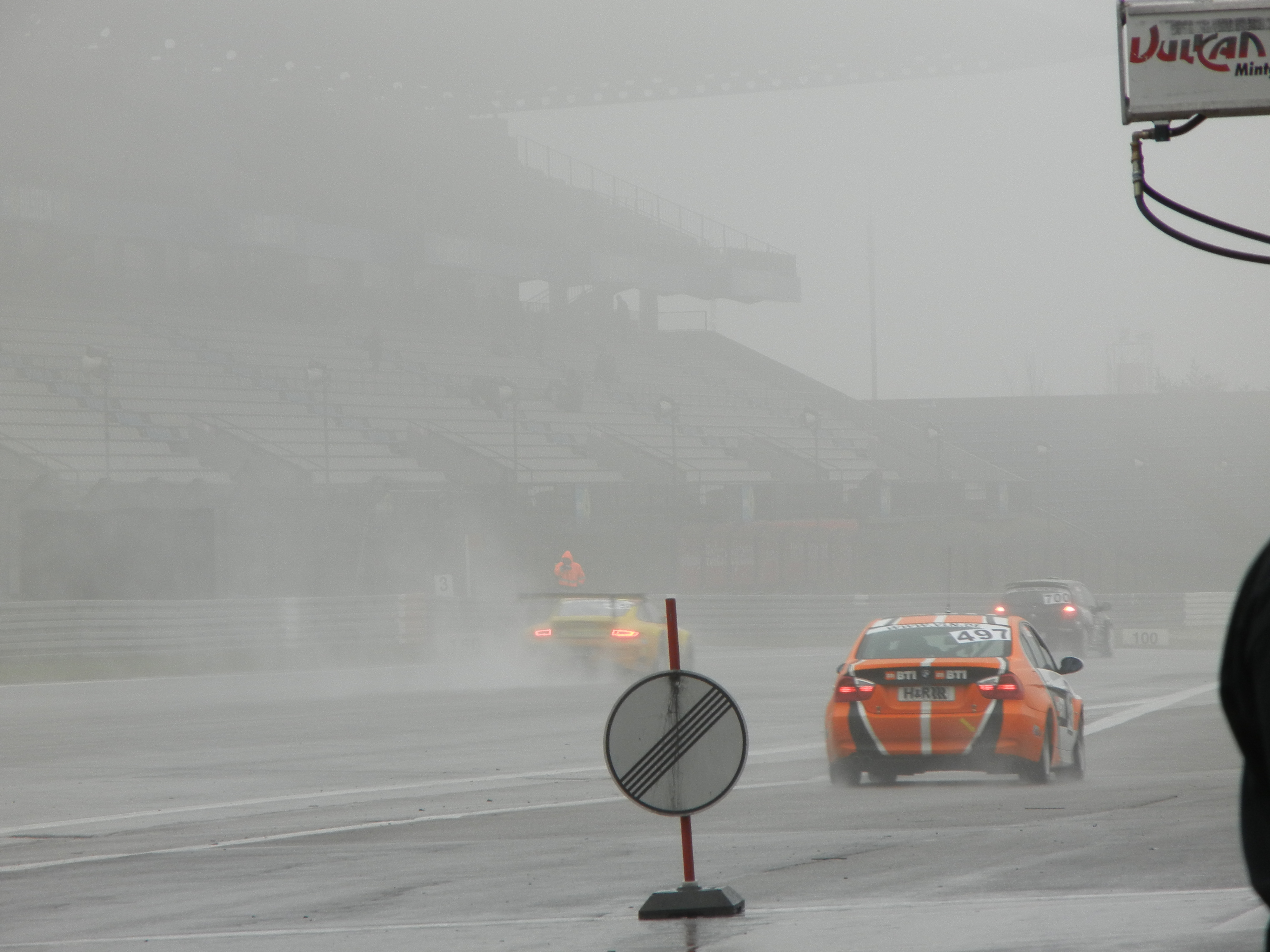
Starker Regen auf der Start/Ziel-Geraden

Im Qualifying konnte sich der Porsche 911 von Falken Motorsports gegen den BMW Z4 vom Team Schubert durchsetzten. Manthey Racing, Wochenspiegel Team Manthey und Haribo Racing, allesamt auf einem Porsche 911, komplettierten die Top 5.
Das Rennen startete pünktlich um 12:00 Uhr bei trockenen, aber diesigen Bedingungen. In der Startphase waren die Porsche überlegen. Nach zwei absolvierten Runden lagen vier Porsche ganz vorne, gefolgt von einem Audi R8 LMS, pilotiert von René Rast und Oliver Jarvis. Nach den Boxenstopps lag ein Mercedes SLS in Führung. Dieser bekam aber aufgrund von Missachtung von Flaggensignalen eine Runde abgezogen. Nach knapp zwei Stunden Fahrzeit  begann es rund um die Nordschleife an zu regnen. Alle Teams mussten jetzt auf die Regenreifen wechseln und in der Boxengasse war es sehr voll. Einer der Profiteure des Regens war der BMW Z4 des Team Schubert, der zum richtigen Zeitpunkt die Reifen gewechselt hat und die Führung übernahm. Um 14:53 Uhr wurde das Rennen wegen schlechter Sicht und starkem Regen mit der roten Flagge abgebrochen. Da eine Renndistanz von mehr als 160 Minuten zum Zeitpunkt des Abbruches überschritten war, geht das Rennen mit vollen Punkten in die Wertung ein.
Es gewann der BMW Z4 von Team Schubert vor dem Porsche 911 von Timbuli Racing. Auf dem dritten Gesamtplatz lag der Cup Porsche 911 von Manthey Racing zum Zeitpunkt des Rennabbruchs.
| Platz | Fahrer                                            | Team                       | Fahrzeug (Klasse)               | Zeit (Runden)    |
| ----- | ------------------------------------------------- | -------------------------- | ------------------------------- | ---------------- |
| 1     | Dirk Adorf Dirk Müller Jörg Müller                | BMW Team Schubert          | BMW Z4 (SP9)                    | 2:26:45,152 (16) |
| 2     | Marc Hennerici Norbert Siedler Dennis Busch       | Timbuli Racing             | Porsche 911 GT3 R (SP9)         | + 2:01,736 (16)  |
| 3     | Wolfgang Kohler Christian Menzel                  | Manthey Racing             | Porsche 911 GT3 Cup (CUP2)      | + 2:48,971 (16)  |
| 4     | Georg Weiss Oliver Kainz Michael Jacobs           | Wochenspiegel Team Manthey | Porsche 911 GT3 MR (SP7)        | + 3:06,090 (16)  |
| 5     | Michael Illbruck Altfried Heger                   | Pinta Racing               | Porsche 911 GT3 R (SP9)         | + 4:09,863 (16)  |
| 6     | Sean Edwards Manuel Metzger Ralf Schall           | Black Falcon               | Mercedes-Benz SLS AMG GT3 (SP9) | + 4:19,466 (16)  |
| 7     | Hans Guido Riegel Mike Stursberg Emmanuel Collard | Haribo Racing Team         | Porsche 911 GT3 R (SP9)         | + 5:02,524 (16)  |
| 8     | Elmar Deegener Jürgen Wohlfrath Christoph Breuer  | Raeder Motorsport          | Audi TT RS (SP4T)               | + 5:24,105 (16)  |
| 9     | Oliver Kainz Marco Holzer Richard Lietz           | Wochenspiegel Team Manthey | Porsche 911 GT3 R (SP9)         | + 5:47,085 (16)  |
| 10    | Franz Kräling Marc Gindorf Marco Schelp           | Manthey Racing             | Porsche 911 GT3 CUP (CUP2)      | + 6:47,387 (16)  |

### 2. Lauf:37. DMV 4-Stunden-Rennen
Im Qualifying erfuhr sich der BMW Z4 von Team Vita4One, pilotiert von Marco Wittmann, Jens Klingmann, Ricardo van der Ende und Mathias Lauda die Pole-Position, gefolgt vom Audi R8 von Phoenix Racing und dem Porsche 911 von Falken Motorsports.
Der 2. Lauf der Saison 2012 startete pünktlich um 12:00 Uhr und wurde aufgrund von Hagel eine halbe Stunde vor Rennende abgebrochen. Da eine Renndistanz von 160 Minuten gefahren wurde, geht der Lauf mit vollen Punkten in die Wertung ein.
| Platz | Fahrer                                                         | Team                     | Fahrzeug (Klasse)               | Zeit (Runden)    |
| ----- | -------------------------------------------------------------- | ------------------------ | ------------------------------- | ---------------- |
| 1     | Jochen Krumbach Marc Lieb                                      | Manthey Racing           | Porsche 911 GT3 R (SP9)         | 3:31:46,486 (24) |
| 2     | Claudia Hürtgen Dominik Schwager Dirk Adorf                    | Team Schubert            | BMW Z4 (SP9)                    | + 55,158 (24)    |
| 3     | Uwe Alzen Nico Bastian                                         | Team Schubert            | BMW Z4 (SP9)                    | + 1:35,792 (24)  |
| 4     | Norbert Siedler Marco Seefried Dennis Busch                    | Timbuli Racing           | Porsche 911 GT3 R 997 (SP9)     | + 2:12,143 (24)  |
| 5     | Marc Basseng Marcel Fässler Andrea Piccini                     | Phoenix Racing           | Audi R8 LMS (SP9)               | + 2:19,372 (24)  |
| 6     | Klaus Abbelen Sabine Schmitz Christopher Brück Patrick Huisman | MSC Adenau e. V. im ADAC | Porsche 911 GT3 R 997 (SP9)     | + 3:41,809 (24)  |
| 7     | Thomas Jäger Jan Seyffarth                                     | Rowe Racing              | Mercedes-Benz SLS AMG GT3 (SP9) | + 4:22,157 (24)  |
| 8     | Roland Rehfeld Marco Hartung Alexander Roloff                  | Rowe Racing              | Mercedes-Benz SLS AMG GT3 (SP9) | + 6:21,107 (24)  |
| 9     | Uwe Alzen Philipp Wlazik Robert Renauer                        | PZ Aschaffenburg         | Porsche 911 GT3 Cup (CUP2)      | + 7:32,399 (24)  |
| 10    | Arno Klasen Peter Posavac Peter Kox                            | Dörr Motorsport          | McLaren MP4 (SP9)               | + 7:59,948 (24)  |

### 3. Lauf:54. ADAC ACAS H&R-Cup
Ex-Formel-1-Rennfahrer Nick Heidfeld debütierte bei diesem Rennen bei der VLN.
Die Pole-Position sicherte sicher der BMW Z4 vom Team Schubert (Müller/Müller/Alzen) mit einer Zeit von 8:20,281 Minuten. Diese konnten sie in einen dritten Platz ummünzen. Den Sieg holte sich Manthey Racing (Krumbach/Lieb) auf einem Porsche 911, gefolgt vom Team Phoenix (Mies/Winkelhock) mit einem Audi R8.
| Platz | Fahrer                                                 | Team                  | Fahrzeug (Klasse)               | Zeit (Runden)    |
| ----- | ------------------------------------------------------ | --------------------- | ------------------------------- | ---------------- |
| 1     | Jochen Krumbach Marc Lieb                              | Manthey Racing        | Porsche 911 GT3 R (SP9)         | 3:45:17,007 (26) |
| 2     | Christopher Mies Markus Winkelhock                     | Team Phoenix          | Audi R8 LMS (SP9)               | + 1 Runde (25)   |
| 3     | Jörg Müller Dirk Müller Uwe Alzen                      | Team Schubert         | BMW Z4 (SP9)                    | + 1 Runde (25)   |
| 4     | Marc Basseng Christopher Haase Frank Stippler          | Team Phoenix          | Audi R8 LMS (SP9)               | + 1 Runde (25)   |
| 5     | Wolfgang Kohler Christian Menzel                       | Manthey Racing        | Porsche 911 GT3 Cup (CUP2)      | + 1 Runde (25)   |
| 6     | Sascha Bert Nick Heidfeld                              | Gemballa Racing       | McLaren MP4 GT3 (SP9)           | + 1 Runde (25)   |
| 7     | Michael Zehe Marco Hartung Roland Rehfeld Marc Bullitt | Rowe Racing           | Mercedes-Benz SLS AMG GT3 (SP9) | + 1 Runde (25)   |
| 8     | Uwe Alzen Philipp Wlazik Robert Renauer                | PZ Aschaffenburg      | Porsche 911 GT3 Cup (CUP2)      | + 1 Runde (25)   |
| 9     | Bas Leinders Markus Palttala Maxime Martin             | Marc VDS Racing Team  | BMW Z4 (SP9)                    | + 2 Runden (24)  |
| 10    | Stefan Mücke Darren Turner Tomas Enge Oliver Mathai    | Young Driver AMR GmbH | Aston Martin Vantage (SP9)      | + 2 Runden (24)  |

### 4. Lauf:43. Adenauer ADAC Rundstrecken-Trophy
| Platz | Fahrer                                           | Team                       | Fahrzeug (Klasse)               | Zeit (Runden)    |
| ----- | ------------------------------------------------ | -------------------------- | ------------------------------- | ---------------- |
| 1     | Frank Stippler Marc Basseng                      | Team Phoenix               | Audi R8 LMS (SP9)               | 4:01:06,777 (28) |
| 2     | Alexander Roloff Jan Seyffarth                   | Rowe Racing                | Mercedes-Benz SLS AMG GT3 (SP9) | + 46,890 (28)    |
| 3     | Christopher Haase Luca Ludwig                    | Audi Sport Team Phoenix    | Audi R8 LMS (SP9)               | + 48,471 (28)    |
| 4     | Martin Ragginger Sebastian Asch                  | Falken Motorsport          | Porsche 911 GT3 R (SP9)         | + 3:07,543 (28)  |
| 5     | Henri Moser Kai Riemer Rudi Adams                | Dörr Motorsport            | McLaren MP4 GT3 (CUP2)          | + 7:46,591 (28)  |
| 6     | Wolfgang Kohler Christian Menzel                 | Manthey Racing             | Porsche 911 GT3 Cup (CUP2)      | + 1 Runde (27)   |
| 7     | Georg Weiss Oliver Kainz Michael Jacobs          | Wochenspiegel Team Manthey | Porsche 911 GT3 MR (SP7)        | + 1 Runde (27)   |
| 8     | Marc Hennerici Marco Seefried Dennis Busch       | Timbuli Racing             | Porsche 911 GT3 R 997 (SP9)     | + 1 Runde (27)   |
| 9     | Uwe Alzen Philipp Wlazik                         | PZ Aschaffenburg           | Porsche 911 GT3 Cup (CUP2)      | + 1 Runde (27)   |
| 10    | Christopher Zöchling Dieter Lehner Marcel Blumer | Car Collection Motorsport  | Porsche 911 GT3 Cup (CUP2)      | + 1 Runde (27)   |

### 5. Lauf:52. ADAC Reinoldus-Langstreckenrennen
| Platz | Fahrer                                           | Team                     | Fahrzeug (Klasse)               | Zeit (Runden)    |
| ----- | ------------------------------------------------ | ------------------------ | ------------------------------- | ---------------- |
| 1     | Alexander Roloff Jan Seyffarth                   | Rowe Racing              | Mercedes-Benz SLS AMG GT3 (SP9) | 4:00:24,550 (28) |
| 2     | Jochen Krumbach Marc Lieb                        | Manthey Racing           | Porsche 911 GT3 R (SP9)         | + 00,338 (28)    |
| 3     | Frank Biela Christian Hohenadel Thomas Mutsch    | Raeder Motorsport        | Audi R8 LMS (SP9)               | + 1:17,080 (28)  |
| 4     | Sabine Schmitz Christopher Brück Patrick Huisman | MSC Adenau e. V. im ADAC | Porsche 911 GT3 R 997 (SP9)     | + 4:19,551 (28)  |
| 5     | Michael Zehe Marko Hartung                       | Rowe Racing              | Mercedes-Benz SLS AMG GT3 (SP9) | + 1 Runde (27)   |
| 6     | Marco Seefried Marc Hennerici Dennis Busch       | Timbuli Racing           | Porsche 911 GT3 R 997 (SP9)     | + 1 Runde (27)   |
| 7     | Marco Seefried Andreas Gülden Marc Busch         | Timbuli Racing           | Porsche 911 GT3 997 (SP7)       | + 1 Runde (27)   |
| 8     | Maxime Martin Markus Palttala                    | MSC Adenau e. V. im ADAC | Porsche 911 GT3 Cup (CUP2)      | + 1 Runde (27)   |
| 9     | Frank Kräling Marco Schelp Marc Gindorf          | Manthey Racing           | Porsche 911 GT3 (SP7)           | + 1 Runde (27)   |
| 10    | Jeroen Bleekemolen Andrii Lebed                  |                          | Porsche 997 Cup (CUP2)          | + 1 Runde (27)   |

### 6. Lauf:35. RCM DMV Grenzlandrennen
| Platz | Fahrer                                         | Team                     | Fahrzeug (Klasse)               | Zeit (Runden)    |
| ----- | ---------------------------------------------- | ------------------------ | ------------------------------- | ---------------- |
| 1     | Frank Stippler Marc Basseng                    | Team Phoenix             | Audi R8 LMS (SP9)               | 4:07:45,788 (29) |
| 2     | Jochen Krumbach Romain Dumas                   | Manthey Racing           | Porsche 911 GT3 R (SP9)         | + 26,881 (29)    |
| 3     | Thomas Jäger Alexander Roloff Jan Seyffarth    | Rowe Racing              | Mercedes-Benz SLS AMG GT3 (SP9) | + 2:04,230 (29)  |
| 4     | Michael Illbruck Robert Renauer                | Pinta Racing             | Porsche 911 GT3 R (SP9)         | + 1 Runde (28)   |
| 5     | Klaus Abbelen Sabine Schmitz Christopher Brück | MSC Adenau e. V. im ADAC | Porsche 911 GT3 R 997 (SP9)     | + 1 Runde (28)   |
| 6     | Michael Zehe Roland Rehfeld                    | Rowe Racing              | Mercedes-Benz SLS AMG GT3 (SP9) | + 1 Runde (28)   |
| 7     | Andreas Gülden Marco Seefried Marc Busch       | Timbuli Racing           | Porsche 911 GT3 997 (SP7)       | + 1 Runde (28)   |
| 8     | Frank Kräling Marco Schelp Marc Gindorf        | Manthey Racing           | Porsche 911 GT3 (SP7)           | + 1 Runde (28)   |
| 9     | Kai Riemer Hendrik Scharf                      |                          | Porsche 911 (SP7)               | + 1 Runde (28)   |
| 10    | Wolfgang Kohler Christian Menzel               | Manthey Racing           | Porsche 911 GT3 Cup (CUP2)      | + 1 Runde (28)   |